# Sitges
Sitges (IPA [ˈsiʤəs]) è un comune spagnolo della Catalogna in provincia di Barcellona.
Conta circa 28000 abitanti e si trova a circa 40 km a sudovest del capoluogo provinciale.
Città balneare, è nota anche per il festival del cinema fantastico della Catalogna e il Carnevale.
Mentre le radici di Sitges e della sua reputazione artistica sono da adattarsi alla fine del XIX secolo, quando il pittore spagnolo Santiago Rusiñol stabilì la sua residenza in questo luogo durante l'estate, la città divenne il centro della controcultura nel corso degli anni '60 anche sotto la dittatura di Francisco Franco e divenne conosciuta come la “Ibiza in miniatura.”
Al giorno d'oggi si tratta di una destinazione popolare per la cultura gay e lesbica, essendo diventato uno dei posti più conosciuti dalla comunità omosessuale mondiale.
L'economia del luogo è basata sul turismo e la cultura, al momento sono presenti circa 4 500 posti letto, la metà dei quali in hotel quattro stelle.
Circa il 35% degli abitanti permanenti (circa 26 000) provengono da Paesi Bassi, Gran Bretagna, Francia e Scandinavia. I visitatori potranno godere di 17 differenti spiagge infatti la cittadina è conosciuta a livello internazionale come la Saint-Tropez di Spagna e i prezzi degli immobili possono raggiungere quelli delle città più costose a livello europeo.

## Carnevale
Per oltre un secolo Sitges ha celebrato senza sosta – tra i mesi di febbraio e marzo – il carnevale, seguendo il calendario liturgico.
Le festività iniziano il Dijous gras, (giovedì grasso) con l'arrivo spettacolare del Re Carnestoltes.
Da quel momento questo personaggio è presente fino alla sepoltura delle 'sardine'. Questa ha luogo nella parte finale del pomeriggio del mercoledì delle ceneri.
Danze folcloristiche e xatonades (insalate tradizionali locali servite con omelette assortite) sono inoltre elementi caratteristici del carnevale.

## Gastronomia
Xató è il piatto tipico di Sitges. La sua prima comparizione è da datarsi il 16 febbraio 1896 quando venne scritto un articolo sul giornale locale Eco de Sitges. A quei tempi si parlava di una cena tra un selezionato gruppo di artisti e intellettuali catalani, tra questi erano presenti Santiago Rusiñol, Miquel Utrillo e Gaietà Buigas. Gli ingredienti principali del piatto sono insalata, tonno, acciughe e olive nere, nonostante l'essenza di questo piatto sia la sua salsa.
La cucina di Sitges include molti piatti catalani dei pescatori, come le seppie stufate con patate e allioli (salsa catalana all'aglio) e il riso tipico di Sitges. Un altro piatto tipico è la fideuada (simile alla paella, ma con spaghetti e frutti di mare).

## Infrastrutture e trasporti
La stazione di Sitges, sulla ferrovia Barcelona-Villanueva y Geltrú, è servita da collegamenti a media percorrenza svolti da Renfe Operadora e dai treni della linea R2 Sur della rete Cercanías di Barcellona.